# Карл-Гайнц Шульц-Лепель
Карлгайнц «Карл-Гайнц» Теодор Еміль Шульц-Лепель (нім. Karlheinz «Karl-Heinz» Theodor Emil Schulz-Lepel; 14 березня 1914 — 16 січня 1993, Бад-Ноєнар) — німецький офіцер, майор резерву вермахту, оберст-лейтенант бундесверу. Кавалер Лицарського хреста Залізного хреста.

## Біографія
Син рибалки Отто Фрідріха Ернста Йоганнеса Шульца і його дружини Августи Елізи СофіЇ, уродженої Лепель. Отто Шульц загинув у бою під Остроленкою на Східному фронті Першої світової війни 31 липня 1915 року.
Член НСДАП і СА. В 1937 році поступив на службу у вермахт. Учасник Французької кампанії та боїв на радянсько-німецькому фронті. У кінці Другої світової війни бився в Курляндському котлі й потрапив у радянський полон. Звільнений через 4.5 роки.
12 листопада 1960 року поступив на службу в бундесвер, вийшов у відставку 31 березня 1970 року.

## Нагороди
- Знак учасника зльоту СА в Брауншвейзі 1931
- Залізний хрест
  - 2-го класу (травень 1940)
  - 1-го класу (липень 1941)
- Медаль «За вислугу років у НСДАП» в бронзі (10 років) (1941)
- Штурмовий піхотний знак в сріблі (листопад 1941)
- Медаль «За зимову кампанію на Сході 1941/42» (1942)
- Нагрудний знак ближнього бою в сріблі (1942)
- Німецький хрест в золоті (12 листопада 1942) — як обер-лейтенант резерву 6-ї роти 2-го батальйону 552-го піхотного полку 329-ї піхотної дивізії.
- Дем'янський щит (1943)
- Лицарський хрест Залізного хреста (13 вересня 1943) — як обер-лейтенант резерву і командир 6-ї роти 2-го батальйону 552-го гренадерського полку 329-ї піхотної дивізії.
- Нагрудний знак «За поранення» в золоті
- Почесна застібка на орденську стрічку для Сухопутних військ (15 травня 1944) — як гауптман резерву і командир 6-ї роти 2-го батальйону 552-го гренадерського полку 329-ї піхотної дивізії.